# Жоао да Нова
Жоао да Нова (порт. João da Nova; рођен око 1460. у Галицији, умро 1509. у Кочину, Индија) је био галицијски истраживач и морепловац у служби Португала.
Као дечак је стигао у Португал, где су га послали родитељи, да би био далеко од насталог сукоба између аристократа у Галицији. Нову земљу је прихватио као своју домовину и постављен је од стране португалског краља Мануела I, за главног човека Лисабона 1496. године.
Водио је Трећу португалску експедицију у Индију, коју су иницирали и финансирали Бартоломео Маркиони и Алваро од Брагансе. Маркиони је био један од најбогатијих људи у Португалу. Флота се састојала од 4 брода. Експедиција је кренула 9. марта 1501. године. Верује се да је те године откривено острво Асенсион, али откриће није пријављено. Подигли су трговачку постају у Кананору. На повратку, 21. маја 1502, открили су острво Света Јелена.
Учествовао је у експедицији Франсиска де Алмеиде 1505. године. Флота је кренула 5. маја, а он је командовао једном караком. Освојили су Момбасу и стигли у Кочин 1. новембра. Код Каликута се Жоао да Нова храбро суочио са флотом владара Заморина. Сукобио се са Алмеидом, пошто овај није хтео да му да обећану титулу генералног капетана, већ је дао свом сину. Алмеида је био први вицекраљ Индије. Отпловио је назад у Португал, али је на путу његов брод оштећен због настале пукотине, тако да је одлучио да сачека монсун на острву Хуан де Нова. На њих је 1506. наишла експедиција коју је предводио Тристао да Куња. Жоао да Нова им се придружио на путу за Сокотру. У Мозамбику му је поправљен брод. Био је под командом Афонса де Албукерка, који је водио 6 бродова и имао краљевску наредбу да нападне Ормуз, а касније смени Алмеиду са места вицекраља Индије. Жоао да Нова се субио и са Албукерком, пошто му ни он није дао титулу. Ухапшен је због намере да отплови за Индију, уместо да у Арабији прикупи залихе потребне за освајање Ормуза. Ипак је помилован јер је био потребан, посебно због исказане храбрости у нападу на Маскат. Код Ормуза је рањен. 
Умро је у Кочину у Индији 1509. године, не вративши се у Португал.